# Antoni Giribet
Antoni Giribet Fiter (ur. 31 grudnia 1965 w Andorze) – andorski piłkarz i działacz piłkarski.

## Kariera piłkarska
W wieku 17 lat podpisał kontrakt z FC Andorra. Grał w tym klubie przez trzy lata, po czym został administratorem w jednej z firm elektrycznych oraz rozpoczął grę dla UE Sant Julià. Przez kilka lat był grającym prezesem tej drużyny.

## Kariera działacza
Po zakończeniu kariery zawodniczej ciągle pozostawał prezesem UE Sant Julià. Był nim do momentu, gdy objął stanowisko prezesa Federació Andorrana de Futbol (2009 rok). Pod jego nadzorem klub wyeliminował w eliminacjach do LM sanmaryńskie SP Tre Fiori, co było pierwszym zwycięstwem jakiegokolwiek andorskiego klubu w rozgrywkach Ligi Mistrzów. Miało to miejsce w sezonie 2009/2010, a mecz rozstrzygnął się w rzutach karnych. W październiku 2013 przestał pełnić funkcję prezesa andorskiego związku piłkarskiego, a na stanowisku zastąpił go Victor Santos, wcześniej przez 8 lat pełniący funkcję wiceprezesa.

## Życie prywatne
Giribet jest żonaty i ma jedno dziecko.